# CyanogenMod
CyanogenMod (/saɪ.ˈæn.oʊ.ˌdʒɛn.mɒd/; sigh-AH-no-GEN-mod), thường được viết tắt thành CM, là một hệ điều hành mã nguồn mở cho các điện thoại thông minh và máy tính bảng, dựa trên nền tảng di động Android. Nó được phát triển dưới dạng phần mềm tự do nguồn mở dựa trên các bản phát hành chính thức của Android bởi Google, thêm vào đó các mã gốc và từ bên thứ ba. Nó được dựa trên một mẫu phát triển phát hành liên tục.
CyanogenMod mang đến những tính năng và tùy chọn không có trong những firmware chính thức được phân phối bởi các nhà sản xuất thiết bị di động. Các tính năng được hỗ trợ bởi CyanogenMod bao gồm hỗ trợ các theme, hỗ trợ định dạng âm thanh FLAC, một danh sách lớn các APN, một phiên bản khách hàng OpenVPN, Privacy Guard (trình quản lý quyền ứng dụng cho từng ứng dụng), hỗ trợ chia sẻ kết nối qua các giao diện phổ biến, tăng tốc CPU và các cải thiện hiệu suất khác, bootloader có thể mở khóa và quyền truy cập root, các phím ảo trên màn hình và các "tinh chỉnh tablet" khác, các nút bật/tắt trong trung tâm thông báo (ví dụ như Wi-Fi, Bluetooth và GPS), và các cải thiện giao diện khác. CyanogenMod không chứa bất cứ spyware hay bloatware nào, theo như các nhà phát triển. CyanogenMod cũng được cho là làm tăng hiệu năng và độ tin cậy so với các firmware chính thức.
Mặc dù chỉ có một lượng nhỏ người dùng CyanogenMod chọn để báo cáo việc sử dụng firmware của họ, tính tới 23 tháng 3 năm 2015, một số báo cáo chỉ ra rằng hơn 5o triệu người đang chạy CyanogenMod trên điện thoại của họ.
Vào năm 2013, người sáng lập dự án Steve Kondik thông báo đã thực hiện góp vốn liên doanh để thành lập Cyanogen Inc. dưới dạng một doanh nghiệp thương mại để phát triển và quảng bá bản firmware rộng rãi hơn. Thông báo này đã gây ra nhiều sự tranh cãi trong cộng đồng, khi một số nhà phát triển khẳng định các quyền và vấn đề giấy phép, việc công nhận/bù đắp cho các nhà phát triển trong quá khứ và tôn vinh những nét đặc trưng ban đầu của cộng đồng dự án, đang không được giải quyết thỏa đáng. Kondik đã bác bỏ các cáo buộc trên, khẳng định sự hỗ trợ cho cộng đồng và cho rằng hầu hết các đoạn mã trong CyanogenMod, cũng như Android nói chung, chỉ bị ràng buộc trong Giấy phép Apache không hạn chế.

## Ưu điểm
CyanogenMod đã được nhóm lập trình tạo các tính năng nổi bật đáng nhắc đến mà Android gốc không có sẵn:
- Tính bảo mật cao
- Xoá các Bloatware được cài đặt sẵn.
- Bất cứ khi nào Google cho ra bản vá lỗi là bạn sẽ nhận được tức thì.
- Hệ điều hành Android mới nhất luôn được tích hợp trong phiên bản CyanogenMod mới nhất.
- Hiệu suất thiết bị tốt hơn.

## Nhược điểm
CyanogenMod có một số nhược điểm:
- Bạn sẽ không được bảo hành hoặc bị bảo hành tính phí.
- Có thể gặp lỗi, một số tính năng không có sẵn.

## Phát ngôn gây tranh cãi
CEO Cyanogen - Kirt McMaster tuyên bố: "Chúng tôi sẽ bắn một viên đạn xuyên qua đầu Google" . Tuyên bố này gây tranh cãi dữ dội vì mặc dù là phần mềm nguồn mở, nhưng Google vốn là "cha đẻ" của Android và vẫn đang là đơn vị hỗ trợ chính cho nó, một hệ điều hành được xây dựng dựa trên nền tảng Android mà lại đòi lật đổ chính cha đẻ của nó là câu chuyện gây tranh cãi.

## Tuyên bố đóng cửa dịch vụ
Thất bại với tham vọng "giết chết" Android, Cyanogen tuyên bố đóng cửa vào 31/12/2016
Trong nỗ lực tiếp tục củng cố Cyanogen, tất cả các dịch vụ và bản build nightly mà Cyanogen hỗ trợ sẽ dừng hoạt động từ ngày 31/12/2016. Dự án nguồn mở và mã nguồn vẫn sẽ tồn tại để bất kỳ ai muốn có thể xây dựng CyanogenMod cho dự án cá nhân. Điều này có nghĩa là những người dùng các thiết bị chạy Cyanogen OS - như OnePlus One và Lenovo ZUK Z1 - giờ đây phải chuyển sang ROM CyanogenMod, một phần mềm không phải là sản phẩm thương mại và được quản lý bởi cộng đồng các nhà phát triển do cựu nhà đồng sáng lập Steve Klondik đứng đầu. 

## Lịch sử phiên bản
| Phiên bản CyanogenMod chính                                                                                            | Phiên bản Android                | Bản phát hành cuối hoặc lớn nhất | Ngày phát hành bản dựng | Thay đổi đáng chú ý |
| --- | -------------------------------- | -------------------------------- | ----------------------- | --- |
| 3 | Android 1.5 (Cupcake)            | 3.6.8.1                          | 1 tháng 7 năm 2009      | Từ 3.6.8 trở đi dựa trên Android 1.5r3 |
| 3 | Android 1.5 (Cupcake)            | 3.9.3                            | 22 tháng 7 năm 2009     | Từ 3.9.3 trở đi hỗ trợ FLAC |
| 4 | Android 1.5/1.6 (Cupcake/Donut)  | 4.1.4                            | 30 tháng 8 năm 2009     | Từ 4.1.4 trở đi dựa trên Android 1.6 (Donut); QuickOffice đã bị loại bỏ từ 4.1.4; phần mềm Google độc quyền được tách riêng ra do chúng bị ngừng và chấm dứt trong AOSP từ bản 4.1.99 |
| 4 | Android 1.5/1.6 (Cupcake/Donut)  | 4.2.15.1                         | 24 tháng 10 năm 2009    | Từ 4.2.3 trở đi hỗ trợ chia sẻ kết nối qua USB; từ 4.2.6 trở đi dựa trên Android 1.6r2; từ 4.2.11 trở đi thêm chụm tay để phóng to cho Trình duyệt, chụm tay để phóng to và trượt cho Thư viện. |
| 5 | Android 2.0/2.1 (Eclair)         | 5.0.8                            | 19 tháng 7 năm 2010     | Giới thiệu ADW.Launcher làm trình khởi động mặc định. |
| 6 | Android 2.2 (Froyo)              | 6.0.0                            | 28 tháng 8 năm 2010     | Giới thiệu hỗ trợ hai camera và Wi-Fi tùy biến (ad hoc) support, trình biên dịch Just-in-time (JIT) để cải thiện hiệu năng |
| 6 | Android 2.2 (Froyo)              | 6.1.3                            | 6 tháng 12 năm 2010     | Từ 6.1.0 trở đi dựa trên Android 2.2.1. |
| 7 | Android 2.3 (Gingerbread)        | 7.0.3                            | 10 tháng 4 năm 2011     | Từ 7.0.0 trở đi dựa trên Android 2.3.3 |
| 7 | Android 2.3 (Gingerbread)        | 7.1.0                            | 10 tháng 10 năm 2011    | Dựa trên Android 2.3.7 |
| 7 | Android 2.3 (Gingerbread)        | 7.2.0                            | 16 tháng 6 năm 2012     | Các thiết bị mới, cập nhật các bản dịch, trình quay số tiên đoán, khả năng điều khiển phản hồi xúc giác trong giờ yên lặng, cập nhật màn hình khóa, sử dụng chuyển động trong ICS, khả năng thiết lập biểu tượng pin trên thanh trạng thái và sửa lỗi |
| 8 | Android 3.x (Honeycomb)          | —                                | —                       | CyanogenMod 8 không bao giờ được ra mắt do Google không phát hành mã nguồn cho Android 3.0 Honeycomb. |
| 9 | Android 4.0 (Ice Cream Sandwich) | 9.1                              | 29 tháng 8 năm 2012     | Bảo mật nâng cao: vô hiệu hóa sử dụng root theo mặc định. Thêm hỗ trợ SimplyTapp. Giới thiệu trình khởi động riêng của Cyanogen, Trebuchet. |
| 10 | Android 4.1 (Jelly Bean)         | 10.0.0                           | 13 tháng 11 năm 2012    | Chế độ desktop mở rộng. Trình quản lý tập tin với truy cập root được cài đặt sẵn. |
| 10 | Android 4.2 (Jelly Bean)         | 10.1.3                           | 24 tháng 6 năm 2013     | |
| 10 | Android 4.3 (Jelly Bean)         | 10.2.1                           | 31 tháng 1 năm 2014     | Gọi điện: Thêm tính năng Danh sách đen. |
| 11 | Android 4.4 (KitKat)             | 11.0 XNG3C                       | 31 tháng 8 năm 2015     | WhisperPush: Tích hợp giao thức mã hóa đầu-cuối của TextSecure (giờ là Signal) thành một tính năng opt-in. Kích hoạt gửi các tin nhắn tức thì được mã hóa tới những người dùng CM và Signal khác. Tính năng này bị ngừng vào tháng 2 năm 2016. CyanogenMod ThemeEngine: engine chủ đề mạnh mẽ mới cho phép người dùng áp dụng và pha trộn các chủ đề tùy chỉnh có thể chỉnh sửa các tập tin nguồn |
| 12 | Android 5.0 (Lollipop)           | 12.0 YNG4N                       | 1 tháng 9 năm 2015      | LiveDisplay: Công cụ quản lý hiển thị nâng cao, với các tính năng như cân bằng mắu sắc, gamma, độ bão hòa và nhiệt độ hiển thị Cập nhật cho engine chủ đề: nay cho phép tách biệt các chủ đề trong các gói (dùng trên CyanogenMod cho NavigationBar và StatusBar, trên CyanogenOS cho AppThemer, cho phép bạn áp dụng các chủ đề khác nhau cho mỗi ứng dụng) Thay đổi giao diện: tất cả các ứng dụng được cập nhật theo chủ đề material AudioFX và Eleven: hai ứng dụng về âm thanh mới (AudioFX thay thế DSPManager và Eleven thay thế Music) |
| 12 | Android 5.1 (Lollipop)           | 12.1 YOG7DAO                     | 27 tháng 1 năm 2016     | CyanogenPlatform SDK: cho phép các nhà phát triển bên thứ ba thêm các API tùy chỉnh để tích hợp ứng dụng của họ với CyanogenMod |
| 13 | Android 6.0 (Marshmallow)        | 13.0 ZNH5Y                       | 15 tháng 8 năm 2016     | Chia sẻ kết nối Wi-Fi, các cấu hình, Chế độ Đừng làm phiền/Ưu tiên, Privacy Guard/Sử dụng dữ liệu ứng dụng, hỗ trợ pin thiết bị Bluetooth, trình chọn hình nền màn hình khóa mới, Màn hình khóa Thời tiết và hỗ trợ tiện ích mở rộng Thời tiết mới, hỗ trợ Màn hình khóa Mờ và cho phép vô hiệu hóa hiệu ứng, hỗ trợ Màn hình khóa Trực tiếp, cải thiện phần cứng và API LiveDisplay mới, Snap Camera, Trình duyệt Gello, cải thiện các bản dịch, hỗ trợ các ứng dụng Cyanogen, các API CM SDK tùy chọn, sửa các lỗi bảo mật                   |
| 14 | Android 7.0 (Nougat)             | —                                | —                       | |
| 14 | Android 7.1 (Nougat)             | 14.1                             | 4 tháng 11 năm 2016     | Hiện đang được thử nghiệm beta. |
| Chú giải:Phiên bản cũPhiên bản cũ, vẫn được hỗ trợPhiên bản mới nhấtPhiên bản xem trước mới nhấtRa mắt trong tương lai |                                  |                                  |                         | |

## Các thiết bị được hỗ trợ
CyanogenMod là phần mềm mã nguồn mở, do đó, nó có cả bản dựng chính thức và không chính thức.
- Tra các bản dựng chính thức tại đây Lưu trữ ngày 2 tháng 2 năm 2016 tại Wayback Machine
- Tra các bản dựng không chính thức tại đây Lưu trữ ngày 24 tháng 12 năm 2016 tại Wayback Machine

Đối với người mới bắt đầu, việc cài đặt CyanogenMod có thể mất khá nhiều thời gian.